# Сан-Хуан (Техас)
Сан-Хуан (англ. San Juan) — місто (англ. city) в США, в окрузі Ідальго штату Техас. Населення — 35 294 особи (2020).

## Географія
Сан-Хуан розташований за координатами 26°11′25″ пн. ш. 98°9′8″ зх. д. / 26.19028° пн. ш. 98.15222° зх. д. (26.190173, -98.152194).  За даними Бюро перепису населення США в 2010 році місто мало площу 29,67 км², уся площа — суходіл.

## Демографія
Згідно з переписом 2010 року, у місті мешкало 33 856 осіб у 8882 домогосподарствах у складі 7831 родини. Густота населення становила 1141 особа/км².  Було 9740 помешкань (328/км²). 
Расовий склад населення:
| - 89,2 % — білих - 0,3 % — чорних або афроамериканців - 0,2 % — корінних американців - 0,2 % — азіатів - 9,1 % — осіб інших рас |

До двох чи більше рас належало 0,9 %. Іспаномовні складали 96,7 % від усіх жителів.
За віковим діапазоном населення розподілялося таким чином: 35,1 % — особи молодші 18 років, 57,1 % — особи у віці 18—64 років, 7,8 % — особи у віці 65 років та старші. Медіана віку мешканця становила 27,7 року. На 100 осіб жіночої статі у місті припадало 93,8 чоловіків;  на 100 жінок у віці від 18 років та старших — 89,5 чоловіків також старших 18 років.
Середній дохід на одне домашнє господарство  становив 50 882 долари США (медіана — 33 888), а середній дохід на одну сім'ю — 51 200 доларів (медіана — 34 379). Медіана доходів становила 30 645 доларів для чоловіків та 23 384 долари для жінок. За межею бідності перебувало 35,1 % осіб, у тому числі 44,8 % дітей у віці до 18 років та 37,6 % осіб у віці 65 років та старших.
Цивільне працевлаштоване населення становило 12 720 осіб. Основні галузі зайнятості: освіта, охорона здоров'я та соціальна допомога — 24,7 %, роздрібна торгівля — 15,8 %, будівництво — 11,2 %, науковці, спеціалісти, менеджери — 9,7 %.